# Laura Lozano
Laura Camila Lozano Ramírez (25 oktober 1986) is een Colombiaanse wielrenster, die actief is op de weg en op de baan. In 2019 reed ze voor de Belgische wielerploeg Health Mate-Cyclelive en ervoor bij Italiaanse ploegen als Servetto Giusta en S.C. Michela Fanini Rox. Ze behaalde medailles op de Zuid-Amerikaanse Spelen, het Pan-Amerikaans kampioenschap en stond vanaf 2006 al meer dan tien keer op het podium van het Colombiaans kampioenschap wielrennen. Ze vertegenwoordigde haar land tijdens de Wereldkampioenschappen wielrennen 2015 in Richmond.

## Palmares

### Op de weg
2006

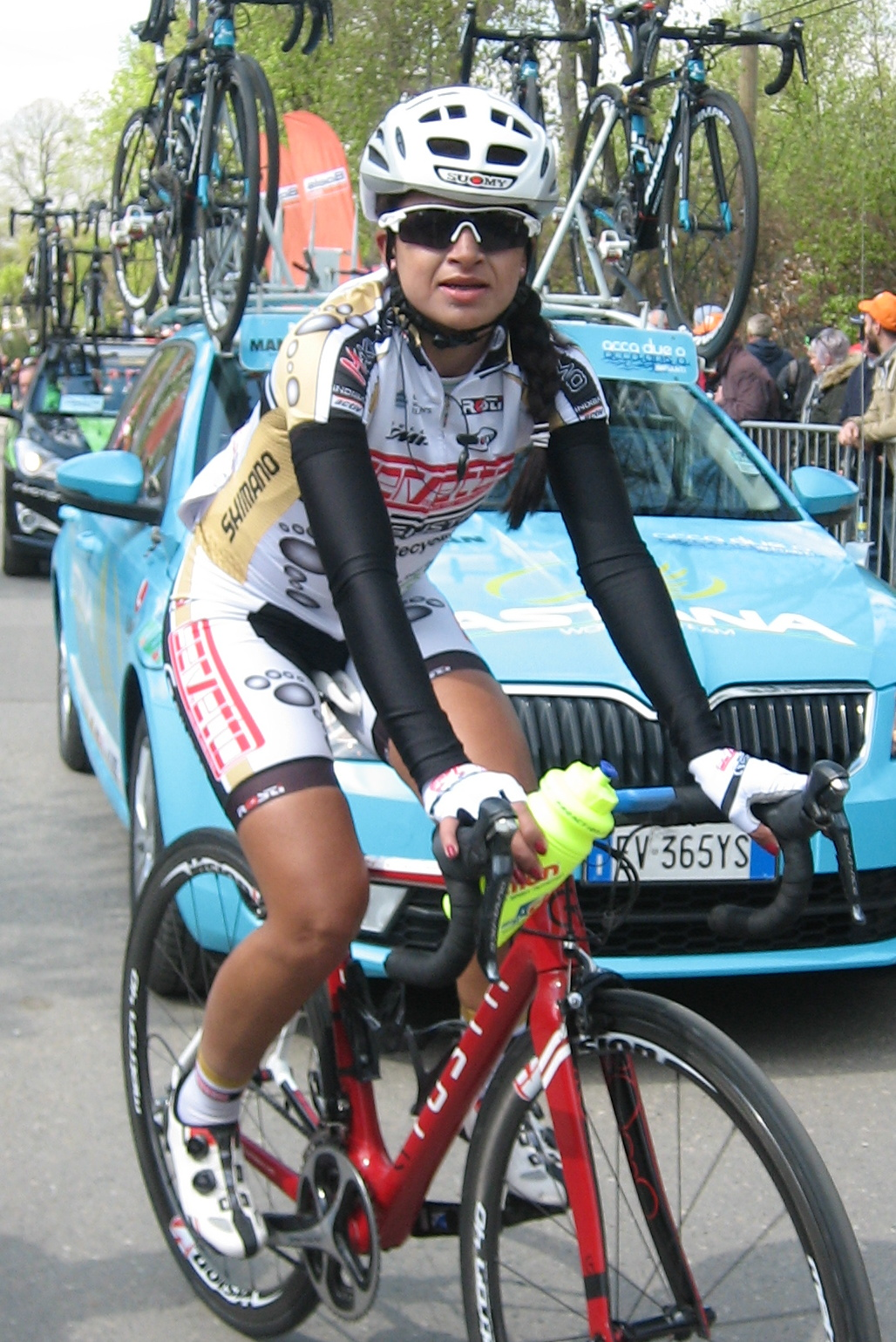
Lozano in de Waalse Pijl 2017.

 Colombiaans kampioenschap op de weg
 Colombiaans kampioenschap tijdrijden
 Zuid-Amerikaanse Spelen, wegrit
2007
 Colombiaans kampioenschap tijdrijden
2009
 Colombiaans kampioenschap op de weg
2010
 Colombiaans kampioenschap op de weg
2011
 Colombiaans kampioenschap tijdrijden
2012
 Colombiaans kampioenschap tijdrijden
2014
 Colombiaans kampioenschap op de weg
 Pan-Amerikaans kampioenschap op de weg
2015
3e en 5e etappe Ronde van Colombia
2016
 Colombiaans kampioenschap op de weg
2017
 Colombiaans kampioenschap tijdrijden
2018
 Colombiaans kampioenschap op de weg